# Léo Souris
Léo Souris (* 18. Juli 1911 in Marchienne-au-Pont; † 14. März 1990 in Seraing) war ein belgischer Jazz- und Unterhaltungsmusiker (Piano, Arrangement, Komposition) und Bandleader.

## Leben und Wirken
Souris, der aus der Region Charleroi in Wallonien stammte, studierte Piano am Königlichen Konservatorium in Brüssel. Serin Bruder war der klassische Geiger und Komponist André Souris (1899–1970). In den 1930er-Jahren beschäftigte sich Léo Souris mit Jazzmusik und arbeitete als Klavierlehrer am Konservatorium in Charleroi. Während des Zweiten Weltkriegs zog er nach Brüssel, wo er als Pianist in verschiedenen Unterhaltungsorchestern beschäftigt war. Er spielte in den frühen 1940er-Jahren in Brüssel in den Orchestern von Paul Gason (mit dem erste Aufnahmen entstanden), Robert De Kers, Chas Dolne und Fud Candrix, nach Kriegsende bei Eddie Tower. Unter eigenem Namen (Léo Souris' Swingtette) spielte er 1944 mehrere Schallplatten für das Label Rythme ein. Daneben war er als Komponist, Arranger und Orchesterleiter tätig, u. a. für das Magic-Label bei Aufnahmesessions des Sängers Johnny Steggerda. Zu Souris’ Kompositionen gehörten die Instrumentalnummern Rêves und Tendresse sowie Film-Soundtracks. 1952 spielte er im Grand Orchestre Symphonique unter der Leitung von Jack Say (Rhapsody in Blue).
In den frühen 1950ern gründete Léo Souris eine eigene Bigband, mit der er im Palace Hotel am Brüsseler Place Rogier auftrat; die meisten Arrangements für dieses Tanzorchester steuerte Jack Say bei. Mit dem Orchester legte Souris eine Reihe von Schallplatten vor, meist populäre Tanzmusik, wie die Polydor-Single „Chiens perdus sans collier“.  In den 1950er-Jahren arbeitete er u. a. auch mit Léon Demeuldre, Herman Sandy, Paul Norman und Bernie Barocq. Unter eigenem Namen spielte er 1953 mehrere Titel wie Bell Bottom Stomp und Darktown Strutters' Ball für Philips ein.
In dieser Zeit begann er für französischsprachige Programm des belgischen Fernsehsenders RTB zu arbeiten; im Radioprogramm hatte er eine regelmäßige Jazz-Show; 1957 tourte Souris mit einem Jazzensemble des TV-Senders INR in Europa und in den belgischen Kolonien in Afrika; der Band gehörten Musiker wie Roger Asselberghs, Jacques Pelzer, Herman Sandy und Benoît Quersin an. Souris leitete außerdem die Orchester für zwei Beiträge beim ersten Eurovision Song Contest, der 1956 in Lugano stattfand. Die Sänger waren Fud Leclerc („Messieurs les noyés de la Seine“) und Mony Marc. Zwischen 1959 und 1966 gastierte er regelmäßig beim Comblain Jazz Festival nahe Lüttich. Für das erste Festival schrieb er ein Streicher-Arrangement für den Auftritt von Chet Baker. 1960 trat er auf dem Jazzfestival mit seiner Band aus Herman Sandy, Jacques Pelzer, Lennart Jansson, Benoit Quersin und Vivi Mardens auf. Auf demselben Festival begleitete er mit seiner Band die Sängerin Helen Merrill (You Go to My Head). Ferner schrieb er die Comblain Suite; der Livemitschnitt wurde auf Schallplatte veröffentlicht.
In den 1960er-Jahren arbeitete Souris erneut als Musikpädagoge, nun im Institut National Supérieur des Arts du Spectacle (INSAS) in Brüssel, von 1963 und 1970 auf den Sommer-Workshops in Argenteuil. Daneben schrieb er Arrangements für Etienne Verschuerens BRT Jazz Orchestra und Jack Says RTB Fernsehorchester (Camera d’Argent); außerdem spielte er als Pianist bei Say bei einem Konzert dessen Orchesters Ancienne Belgique mit Annie Cordy, Georges Brassens und Gilbert Bécaud. Im Bereich des Jazz war er zwischen 1943 und 1960 an 14 Aufnahmesessions beteiligt. Später moderierte er viele Jahre lang eine Jazzsendung bei Radio RTB.